# Großkomtur des Deutschen Ordens
Der Großkomtur (Magnus Commendator) war einer der fünf so genannten Großgebietiger des Deutschen Ordens. Er war der Stellvertreter des Hochmeisters und vertrat diesen bei längerer Krankheit oder Abwesenheit. Wie auch die anderen vier Großgebietiger (Ordensmarschall, Großspittler, Oberster Tressler, und Oberster Trappier) wurde er nicht gewählt, sondern vom Hochmeister persönlich bestimmt. Sein Amtssitz war die Marienburg.

## Aufgaben
Dem Großkomtur oblag die Aufsicht über den Ordensschatz und alle Vorräte. Er kontrollierte die Rechnungslegung des Ordenstresslers (des für die Finanzen verantwortlichen Großgebietigers) und führte das Schuldenregister des Ordens. Auch unterstand ihm die Firmarie (Altersheim) und das Kriegswesen der Marienburg.

## Liste von Großkomturen
(Diese Liste ist lückenhaft und unvollständig)
| Jahr      | Großkomtur                                                              |
| --------- | ----------------------------------------------------------------------- |
| 1208      | Gerhard                                                                 |
| 1208–1215 | ?                                                                       |
| 1215      | Drabodo de Utinge (von Usingen)                                         |
| 1215–1228 | ?                                                                       |
| 1228      | Ludolf                                                                  |
| 1228–1249 | ?                                                                       |
| 1249–1257 | Eberhard von Seine                                                      |
| 1257–1261 | ?                                                                       |
| 1261–1266 | Hartmann von Heldrungen                                                 |
| 1266–1277 | ?                                                                       |
| 1277–1280 | Johan von Westfalen                                                     |
| 1280–1309 | ?                                                                       |
| 1309–1312 | Heinrich von Plötzke                                                    |
| 1312–1314 | Heinrich von Gera (Haus Reuß)                                           |
| 1314–1324 | Werner von Orseln (1317–1319 in Rivalität mit Friedrich von Wildenberg) |
| 1324–1330 | Friedrich von Wildenberg                                                |
| 1330–1331 | Otto von Bonsdorf                                                       |
| 1331–1334 | Konrad von Kesselhut                                                    |
| 1334–1336 | Günther von Schwarzburg                                                 |
| 1336–1338 | Heinrich von Reuß                                                       |
| 1338–1342 | Ludolf König von Wattzau                                                |
| 1342–1346 | ?                                                                       |
| 1346–1351 | Winrich von Kniprode                                                    |
| 1351–1359 | Heinrich von Boventin                                                   |
| 1360–1374 | Wolfram von Baldersheim                                                 |
| 1374–1383 | Rüdiger von Elner                                                       |
| 1383–1387 | Kuno von Liebenstein                                                    |
| 1387–1391 | Konrad von Wallenrode                                                   |
| 1391–1404 | Wilhelm von Helfenstein                                                 |
| 1404–1410 | Kuno von Lichtenstein                                                   |
| 1410–1418 | Hermann von Gans                                                        |
| 1418–1421 | Heinrich von Nickeritz, seit 1416 Ordenstressler                        |
| –1422     | Paul von Rusdorf                                                        |
| 1422–1435 | Walter von Kerskorff (Kirskorff)                                        |
| 1436–1439 | Konrad von Erlichshausen                                                |
| 1439      | Wilhelm von Helfenstein                                                 |
| 1439–1440 | Bruno von Hirzberg                                                      |
| 1440–1441 | Gerlach Mertz                                                           |
| 1441–1446 | Johann von Remchingen                                                   |
| 1447–1449 | Dietrich von Werdenau (von Wernau (Adelsgeschlecht))                    |
| 1449      | Heinrich Zoller von Richtenberg                                         |
| 1449–1457 | ?                                                                       |
| 1457      | Ulrich von Eysenhoffen                                                  |
| 1457–1467 | ?                                                                       |
| 1467      | Heinrich Reuß von Plauen                                                |
| 1467–1489 | ?                                                                       |
| 1489–1490 | Johann von Tiefen                                                       |
| 1490–1499 | ?                                                                       |
| 1499–1514 | Simon von Drahe                                                         |